# Gradac (Raška)
Pour les articles homonymes, voir Gradac.
Gradac (en serbe cyrillique : Градац) est un village de Serbie situé dans la municipalité de Raška, district de Raška. Au recensement de 2011, il comptait 240 habitants.

## Histoire
Le monastère orthodoxe serbe de Gradac est situé sur le territoire du village.

## Démographie
| 1948 | 1953 | 1961 | 1971 | 1981 | 1991 | 2002 | 2011 |
| ---- | ---- | ---- | ---- | ---- | ---- | ---- | ---- |
| 636  | 616  | 609  | 644  | 454  | 445  | 368  | 240  |

|  |